# IC 1522
IC 1522 је спирална галаксија у сазвјежђу Рибе која се налази на листи објеката дубоког неба у Индекс каталогу.
Деклинација објекта је + 1° 43' 13" а ректасцензија 23h 59m 3,4s. Привидна величина (магнитуда) објекта IC 1522 износи 14,3 а фотографска магнитуда 15,1. IC 1522 је још познат и под ознакама MCG 0-1-12, CGCG 382-11, PGC 73139.